# Amphiplica knudseni
Amphiplica knudseni är en snäckart som beskrevs av James Hamilton McLean 1988. Amphiplica knudseni ingår i släktet Amphiplica och familjen Pseudococculinidae. Inga underarter finns listade i Catalogue of Life.